# Idrowoodwardite
L'idrowoodwardite (simbolo IMA:Hwwd) è un minerale raro appartenente al supergruppo dell'idrotalcite e al gruppo della glaucocerinite, appartenente alla classe dei "solfati, selenati, tellurati, cromati, molibdati e tungstati". La sua composizione chimica è [Cu1-xAlx(OH)2][(SO4)x/2(H2O)n] (a x < 0,67) oppure, scritta in forma semplificata, ~ [(Cu,Al)9(OH)18][(SO4)2 • n(H2O)].
L'idrowoodwardite forma una serie cristallina mista con la glaucocerinite.

## Etimologia e storia
Il nome deriva dalla composizione chimica: questo minerale è la varietà idrata della woodwardite.
L'idrowoodwardite è stata descritta scientificamente per la prima volta nel 1996 da Thomas Witzke, che ha presentato i suoi risultati e il nome da lui scelto all'Associazione Mineralogica Internazionale (IMA) per la verifica dello stato del minerale (numero di iscrizione: IMA1996-038). I risultati dell'indagine e il nome riconosciuto idrowoodwardite sono stati pubblicati nel 1999 sulla rivista scientifica "Neues Jahrbuch für Mineralogie - Monatshefte".
Poiché nelle analisi è stato utilizzato materiale proveniente dalla miniera di St. Briccius nel comune di Königswalde vicino ad Annaberg (Sassonia), questa è considerata una località tipo. Tuttavia, a parte qualche interruzione, questa cava era già utilizzata dai minatori dal XV al XIX secolo per l'estrazione di rame, argento e stagno. Il minerale deve quindi essere stato avvistato in questo periodo, ma è stato ignorato o erroneamente giudicato come vetriolo di rame.

## Classificazione
La nona edizione della sistematica dei minerali di Strunz, aggiornata dall'IMA fino al 2009, elenca l'idrowoodwardite nella classe "7. Solfati (selenati, tellurati, cromati, molibdati, tungstati)" e da lì nella sottoclasse "7.D Solfati (selenati, ecc.) con anioni aggiuntivi, con H2O"; questa è ulteriormente suddivisa in base alla dimensione dei cationi coinvolti e alla struttura cristallina, in modo tale che l'idrowoodwardite risulti classificata nella sezione "7.DD Con soltanto cationi di media dimensione; strati di ottaedri che condividono uno spigolo", dove forma il sistema nº 7.DD.35 insieme a carrboydite, honessite, motukoreaite, nikischerite, shigaite, zincowoodwardite, glaucocerinite, woodwardite, idrohonessite, mountkeithite, natroglaucocerinite, wermlandite e zincaluminite.
L'idrowoodwardite mantiene la stessa classificazione anche nell'edizione successiva, continuata dal database "mindat.org" e chiamata anche Classificazione Strunz-mindat.
Anche la sistematica dei minerali secondo Dana classifica il minerale nella famiglia dei solfati e lì nella sottofamiglia dei "solfati idrati con idrossile o alogeno e la formula generale (A+B2+)6(XO4)Zq • x(H2O)", dove in minerale è elencato insieme a woodwardite, zincowoodwardite e i politipi zincowoodwardite-1T e zincowoodwardite-3R nel sistema nº 31.02.02.

## Abito cristallino
L'idrowoodwardite cristallizza nel sistema trigonale nel gruppo spaziale R3m (gruppo nº 166) con i parametri del reticolo a = 3,07 Å e c = 31,9 Å, oltre a 3 unità di formula per cella unitaria.

## Proprietà
Nell'aria, l'idrowoodwardite si disidrata entro poche settimane, il che significa che perde parte della sua acqua cristallina e alla fine si trasforma in woodwardite. La distanza di base diminuisce senza passaggi intermedi da 10,65 Å (idrowoodwardite) a 8,8 Å (woodwardite), il che rende facile distinguere i due minerali mediante i raggi X.

## Origine e giacitura
L'idrowoodwardite si forma in rari casi nelle parti ossidate delle miniere di solfuro metallico. I minerali associati includono woodwardite, schulenbergite, namuwite, brianyoungite, langite e linarite.
Essendo una formazione minerale rara, in tutto il mondo, l'idrowoodwardite è stata rilevata solo in pochi siti.
In Italia è stata trovata: a Saint-Marcel (Val d'Aosta); a Sestri Levante (Liguria); a Nuxis (Sardegna); a Canal San Bovo e a Roncegno Terme (Trentino-Alto Adige).
In Germania, oltre alla miniera di "St. Briccius" a Königswalde, il minerale è stato trovato anche a Grünhain-Beierfeld, Marienberg, Wolkenstein e Glashütte (tutte in Sassonia) e a Hilchenbach (Renania Settentrionale-Vestfalia). In Bolivia, l'idrowoodwardite è stata trovata nella "miniera di Pepitos" vicino a Huanuni.
Dalla Grecia, i ritrovamenti del minerale sono stati descritti nella "miniera di Hilarion" sul grande cumulo di scorie di Kamariza vicino ad Agios Konstantinos e nella "miniera di Maria" nel comune di Agia Varvara (Attica). In Giappone l'idrowoodwardite è stata trovata nella prefettura di Kōchi; in Portogallo a Sabrosa, in Turchia nel distretto di Demirköy. Infine in Francia a Carcassonne.
Il minerale era stato rinvenuto anche nel Caernarfonshire (nel Galles) dal 1976, ma è stato descritto solo in modo incompleto e non è stato nominato.

## Forma in cui si presenta in natura
L'idrowoodwardite sviluppa prevalentemente aggregati minerali porosi da azzurro-blu pallido a blu, simili all'uva o stalattitici, e rivestimenti crostosi, per cui queste croste possono raggiungere estensioni di un metro quadrato.